# Agent Orange (album)
Agent Orange este al treilea album de studio al formației germane de thrash metal Sodom. Lansat pe 1 iunie 1989 de casa de discuri SPV/Steamhammer, a fost ultimul album înregistrat împreună cu chitaristul Frank Blackfire⁠(d), devenit ulterior membru al formației Kreator. Conținutul versurilor dezvăluie fascinația solistului Tom Angelripper⁠(d) pentru războiul din Vietnam, albumul cuprinzând o melodie dedicată aeronavei Douglas AC-47 Spooky⁠(d) și o melodie inspirată de erbicidul agentul portocaliu⁠(d). A fost primul lor album care a intrat în topul german GfK Entertainment⁠(d) pe locul 36. Acesta a contribuit la popularizarea formației, 100.000 de exemplare fiind vândute numai în Germania. Piesa „Ausgebombt” a fost lansată pe EP-ul Ausgebombt cu versuri în germană.
Coperta sa poartă următorul mesaj: „Acest album este dedicat tuturor oamenilor – soldați și civili – care au murit în urma agresiunilor fără sens ale războaielor din întreaga lume”.
În martie 2010, Agent Orange a fost relansat într-un digipak⁠(d) cu piese bonus și note de album cu fotografii rare și versuri.

## Recepție
În 2005, Agent Orange a fost clasat pe locul 299 în cartea The 500 Greatest Rock & Metal Albums of All Time a revistei Rock Hard⁠(d). În 2017, Rolling Stone a clasat Agent Orange pe locul 63 în lista sa cu cele mai bune 100 de albume metal ale tuturor timpurilor.

## Lista pieselor
Toate melodiile sunt compuse de Chris Witchhunter, Frank Blackfire și Tom Angelripper..
| Nr.             | Titlu                          | Lungime |  |
| 1.              | „Agent Orange”                 | 6:04    |  |
| 2.              | „Tired and Red”                | 5:25    |  |
| 3.              | „Incest”                       | 4:38    |  |
| 4.              | „Remember the Fallen”          | 4:20    |  |
| 5.              | „Magic Dragon”                 | 5:59    |  |
| 6.              | „Exhibition Bout”              | 3:35    |  |
| 7.              | „Ausgebombt”                   | 3:04    |  |
| 8.              | „Baptism of Fire”              | 4:03    |  |
| 9.              | „Don't Walk Away” (Tank cover) | 2:56    |  |
| Lungime totală: | Lungime totală:                | 40:14   |  |

| Discul bonus |                                 |         |  |
| Nr.          | Titlu                           | Lungime |  |
| 1.           | „Incest” (live)                 | 4:18    |  |
| 2.           | „Agent Orange” (live)           | 5:26    |  |
| 3.           | „Tired and Red” (live)          | 5:01    |  |
| 4.           | „Remember the Fallen” (live)    | 4:05    |  |
| 5.           | „Ausgebombt” (live)             | 3:47    |  |
| 6.           | „Ausgebombt” (versiune germană) | 3:06    |  |

## Membrii formației

### Sodom
- Tom Angelripper - voce, bas
- Frank Blackfire - chitară
- Chris Witchhunter - tobe

### Producție
- Harris Johns - producție, inginerie, mixing
- Andreas Marschall - realizator copertă
- Manfred Eisenblätter - fotografiere

## AusgebombtEP
Formația a lansat două melodii de pe albumul Agent Orange pe cel de-al treilea EP intitulat Ausgebombt.
| Nr.             | Titlu                          | Lungime |  |
| 1.              | „Ausgebombt” (German Version)  | 3:07    |  |
| 2.              | „Don't Walk Away” (Tank cover) | 3:00    |  |
| 3.              | „Incest” (Live)                | 4:28    |  |
| Lungime totală: | Lungime totală:                | 10:35   |  |